# Contencioso de Treviño

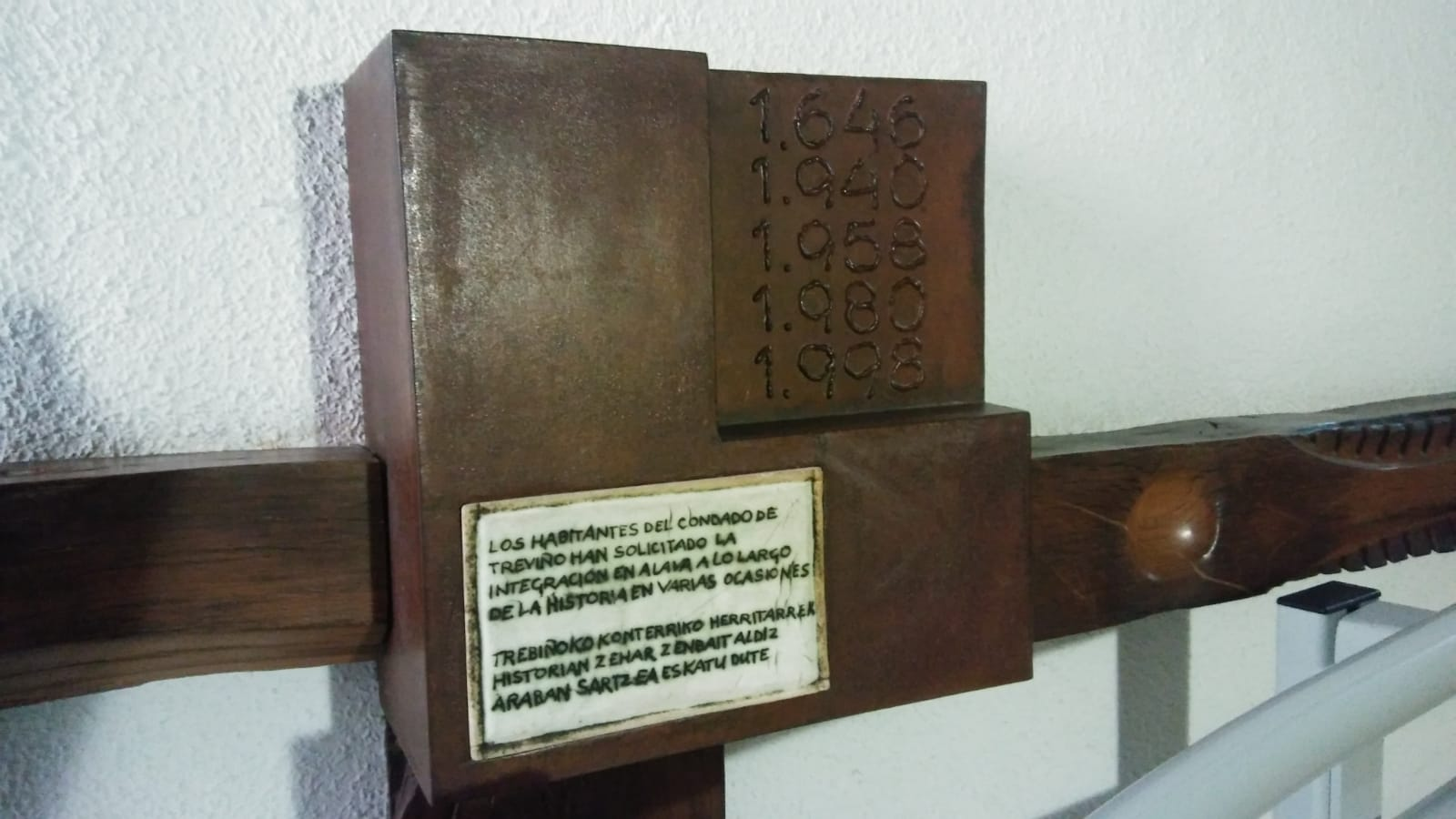
Escultura en recuerdo de los varios intentos de Treviño de integrarse en Álava, situada en el Ayuntamiento del Condado de Treviño.

El contencioso de Treviño es la disputa entre distintas administraciones locales, provinciales y autonómicas de España relativa a la adscripción territorial del enclave de Treviño, un enclave de la provincia de Burgos (comunidad autónoma de Castilla y León), rodeado por territorio de la provincia de Álava (comunidad autónoma del País Vasco). Por un lado, la Junta de Castilla y León y la Diputación Provincial de Burgos defienden el mantenimiento del statu quo, mientras que los ayuntamientos de los dos municipios que forman el enclave (Condado de Treviño y La Puebla de Arganzón), así como el Gobierno Vasco y la Diputación Foral de Álava, reclaman la segregación del territorio de la provincia de Burgos y la anexión de este a la provincia de Álava. El conflicto se extiende a otros ámbitos como el político, el lingüístico, el de prestación de servicios o el de gestión de la red de carreteras.
Fundado en su origen por el Reino de Navarra, Treviño se encuentra ligado a Castilla desde el siglo XII, primero como territorio de realengo y luego como mayorazgo, en manos de los Manrique de Lara. En 1833, al crearse la actual división provincial, Treviño fue asignado a la provincia de Burgos. La reivindicación actual para el paso del territorio a Álava no se basa en argumentos históricos, sino en las mayores vinculaciones comerciales, culturales y lingüísticas que actualmente tiene el enclave con el territorio vecino. Los dos ayuntamientos del enclave (Condado de Treviño y La Puebla de Arganzón) han solicitado en varias ocasiones su integración en Álava, y los vecinos del enclave se han manifestado en varias ocasiones a favor de la anexión al País Vasco.
La posición del gobierno vasco es calificada por algunos sectores como irredentismo. Sin embargo, son los propios ayuntamientos del enclave quienes solicitan su incorporación a Álava, y todos los grupos políticos representados en el parlamento vasco defienden la integración del enclave en Álava.
Por su parte, todas las formaciones políticas representadas en las cortes de Castilla y León defienden la burgalesidad del enclave y, por ende, su pertenencia a Castilla y León.

## Historia
Aunque había existido en épocas anteriores un primitivo monasterio titulado de San Fausto, que en 1068 aparece en la dotación de la iglesia de Oña por Sancho II de Castilla, la fundación oficial de Treviño la realizó en 1161 el rey de Navarra Sancho VI el Sabio. En 1200 pasó a manos de Castilla tras la victoria que el rey castellano Alfonso VIII obtuvo en la guerra que mantuvo contra el rey navarro Sancho el Fuerte y que finalizó con la conquista del territorio occidental del Reino de Navarra, siendo desde ese momento el Condado de Treviño una parte más de Castilla hasta nuestros días.
El 8 de abril de 1366, Enrique II de Trastámara concedió a Pedro Manrique, como pago a los servicios prestados, la villa de Treviño, con todas sus aldeas y términos, por lo que la comarca pasa de ser zona de realengo a zona de señorío. Un bisnieto de Pedro, Diego Gómez Manrique de Lara, recibió del rey Juan II de Castilla en 1453 el título de conde de Treviño, por lo que desde entonces estas tierras se convirtieron en condado. Un hijo de este, Pedro Manrique de Lara, recibió de los Reyes Católicos, en 1482, el título de duque de Nájera, título que hoy día ostentan sus descendientes.
En el siglo XVI los condes de Treviño, que eran ya desde 1482 duques de Nájera, construyeron su palacio, hoy día ayuntamiento de la villa.
A pesar de que ya en 1646, al igual que sucede con Oñate en Guipúzcoa, el Valle de Ayala en Álava o Las Encartaciones en Vizcaya, una representación treviñesa solicitó la incorporación del territorio ante las Juntas Generales de Álava, en 1833, Javier de Burgos realiza la división de España en provincias, quedando el enclave de Treviño asignado por real decreto.

## Reivindicación territorial

Mapa explicativo del contencioso, que muestra la localización del enclave perteneciente a la provincia de Burgos en verde, la provincia de Álava en amarillo y las capitales de ambas provincias en naranja.

La petición de anexión del enclave de Treviño a la provincia de Álava —y por tanto a la región vasca, hoy País Vasco— ha sido reiterada tanto desde las instituciones alavesas —las primeras reivindicaciones tienen lugar en el año 1880— como desde los dos Ayuntamientos del Condado —que en 1940 y 1958, con el respaldo de la mayoría de los vecinos, instaron aquella incorporación—. Castilla y León ha empleado argumentos de arraigo histórico para defender los límites actuales.

### Posición del enclave de Treviño
En el enclave de Treviño, las fuerzas políticas que solicitan la integración del territorio en Álava son mayoría, habiéndolo solicitado oficialmente. Las razones que sostienen los ayuntamientos de la zona son razones «prácticas».

### Posición alavesa
El territorio del condado, rodeado por la provincia de Álava, es reclamado por la totalidad de los partidos alaveses, así como por la mayoría de la población treviñesa como parte integrante de Álava, convirtiéndose en la octava cuadrilla alavesa. Se basan los argumentos en el referéndum realizado en 1940 por el Gobierno Civil burgalés, en el que un 98 % de la población se declaró a favor de la integración de Treviño en Álava. Sin embargo, el resultado de la consulta popular quedó en papel mojado por ser ilegal. Desde entonces se han propuesto nuevos referéndum por parte de los partidos treviñeses, que se han impedido desde la Junta de Castilla y León, como el de 1998, en el que un 68 % de los votantes de Treviño se manifestó a favor de un referéndum para decidir si unirse a Álava. La participación alcanzó el 76,6 % de los 919 censados en el condado.

### Posición burgalesa
En la provincia de Burgos todas las fuerzas políticas han defendido la burgalesidad del enclave, basándose fundamentalmente en razones históricas.
El Estatuto de Autonomía de Castilla y León exige, para que un enclave perteneciente a una provincia de Castilla y León se segregue de la comunidad autónoma, una solicitud formulada por los ayuntamientos interesados, un informe favorable de la provincia implicada y de la comunidad autónoma de Castilla y León, un referéndum en el territorio a segregar así como la aprobación por las Cortes Generales mediante Ley Orgánica. El Gobierno y el Parlamento vasco plantearon un recurso de inconstitucionalidad en la década de 1980 contra dicho Estatuto, que fue desestimado por el Tribunal Constitucional. En los últimos años, tanto la Junta de Castilla y León como la Diputación de Burgos han remarcado el hecho de que el enclave seguirá perteneciendo a la provincia burgalesa. Se oponen a que el condado deje de formar parte de Burgos, de la misma manera que Castilla y León no ha renunciado a la posibilidad de que Cantabria llegue a ser una de las provincias de la comunidad. Para el cronista oficial de la ciudad de Burgos, el enclave siempre ha pertenecido a Castilla.

## Cuestiones jurídicas
En el momento de aprobación de la Constitución de 1978 y posteriores estatutos de autonomía, ya existía un conflicto entre las dos autonomías por el enclave, hasta el punto que los estatutos de autonomía del País Vasco (1979) y de Castilla y León (1983), son los primeros estatutos en España que contenían disposiciones relativas a los enclaves.

### Constitución española de 1978
La Constitución española de 1978, en su artículo 141.1, dice:

Artículo 141
1. La provincia es una entidad local con personalidad jurídica propia, determinada por la agrupación de municipios y división territorial para el cumplimiento de las actividades del Estado. Cualquier alteración de los límites provinciales habrá de ser aprobada por las Cortes Generales mediante ley orgánica.

Asimismo, en su artículo 147, establece:

Artículo 147
1. Dentro de los términos de la presente Constitución, los Estatutos serán la norma institucional básica de cada Comunidad Autónoma y el Estado los reconocerá y amparará como parte integrante de su ordenamiento jurídico.
2. La reforma de los Estatutos se ajustará al procedimiento establecido en los mismos y requerirá, en todo caso, la aprobación por las Cortes Generales, mediante ley orgánica.

### Estatuto de autonomía del País Vasco de 1979
El Estatuto de Autonomía del País Vasco de 1979, en su artículo 8, establece:

Podrán agregarse a la Comunidad Autónoma del País Vasco otros territorios o municipios que estuvieran enclavados en su totalidad dentro del territorio de la misma mediante el cumplimiento de los requisitos siguientes:
1. Que soliciten la incorporación el Ayuntamiento o la mayoría de los Ayuntamientos interesados, y que se oiga a la Comunidad o provincia a la que pertenezcan los Territorios o Municipios a agregar.
2. Que lo acuerden los habitantes de dicho Municipio o Territorio mediante referéndum expresamente convocado, previa la autorización competente al efecto y aprobado por mayoría de los votos válidos emitidos.
3. Que lo aprueben el Parlamento del País Vasco y posteriormente, las Cortes Generales del Estado, mediante Ley Orgánica.

El enclave de Treviño es uno de los dos que existen dentro del territorio del País Vasco, junto con el del Valle de Villaverde (Cantabria).

### Estatuto de autonomía de Castilla y León
El Estatuto de Autonomía de Castilla y León, en su disposición transitoria 7.ª, apartado 3, establece:

Para que un territorio o municipio que constituya un enclave perteneciente a una provincia integrada en la Comunidad Autónoma de Castilla y León pueda segregarse de la misma e incorporarse a otra Comunidad Autónoma será necesario el cumplimiento de los siguientes requisitos:
1. Solicitud de segregación, formulada por el Ayuntamiento o Ayuntamientos interesados, mediante acuerdo adoptado con el voto favorable de las dos terceras partes del número de hecho y, en todo caso, de la mayoría absoluta de los miembros de dicha o dichas Corporaciones.
2. Informe de la provincia a la que pertenezca el territorio o municipio a segregar y de la Comunidad Autónoma de Castilla y León, favorable a tal segregación, a la vista de las mayores vinculaciones históricas, sociales, culturales y económicas con la Comunidad Autónoma a la que se solicite la incorporación. A tal efecto, la Comunidad Autónoma de Castilla y León podrá realizar encuestas y otras formas de consulta con objeto de llegar a una más motivada resolución.
3. Refrendo entre los habitantes del territorio o municipio que pretende la segregación, aprobado por mayoría de los votos válidos emitidos.
4. Aprobación por las Cortes Generales, mediante Ley Orgánica.

En todo caso, el resultado de este proceso quedará pendiente del cumplimiento de los requisitos de agregación exigidos por el Estatuto de la Comunidad Autónoma a la que se pretende la incorporación.

### Diferencias entre estatutos
Las diferencias entre ambos estatutos relativas a los enclaves, aunque ligeras, no son de poco alcance:
- El Estatuto castellano-leonés exige que la solicitud de segregación, formulada por los Ayuntamientos interesados, cuente con el voto favorable de la mayoría absoluta de los miembros de la Corporación, mientras que el Estatuto vasco exige sólo una mayoría simple.
- El Estatuto vasco obliga únicamente a conceder audiencia a la comunidad o provincia a la que pertenezcan los territorios, mientras el Estatuto de Castilla y León impone que ambas Administraciones emitan un «informe favorable» a la segregación.

Los posteriores trámites coinciden básicamente en ambos Estatutos: el refrendo de los habitantes del enclave y la aprobación de las Cortes Generales mediante ley orgánica —trámite éste impuesto por el artículo 141 de la Constitución—. El Estatuto vasco añade a estos trámites la aprobación de la integración por su propio Parlamento.

## Cronología

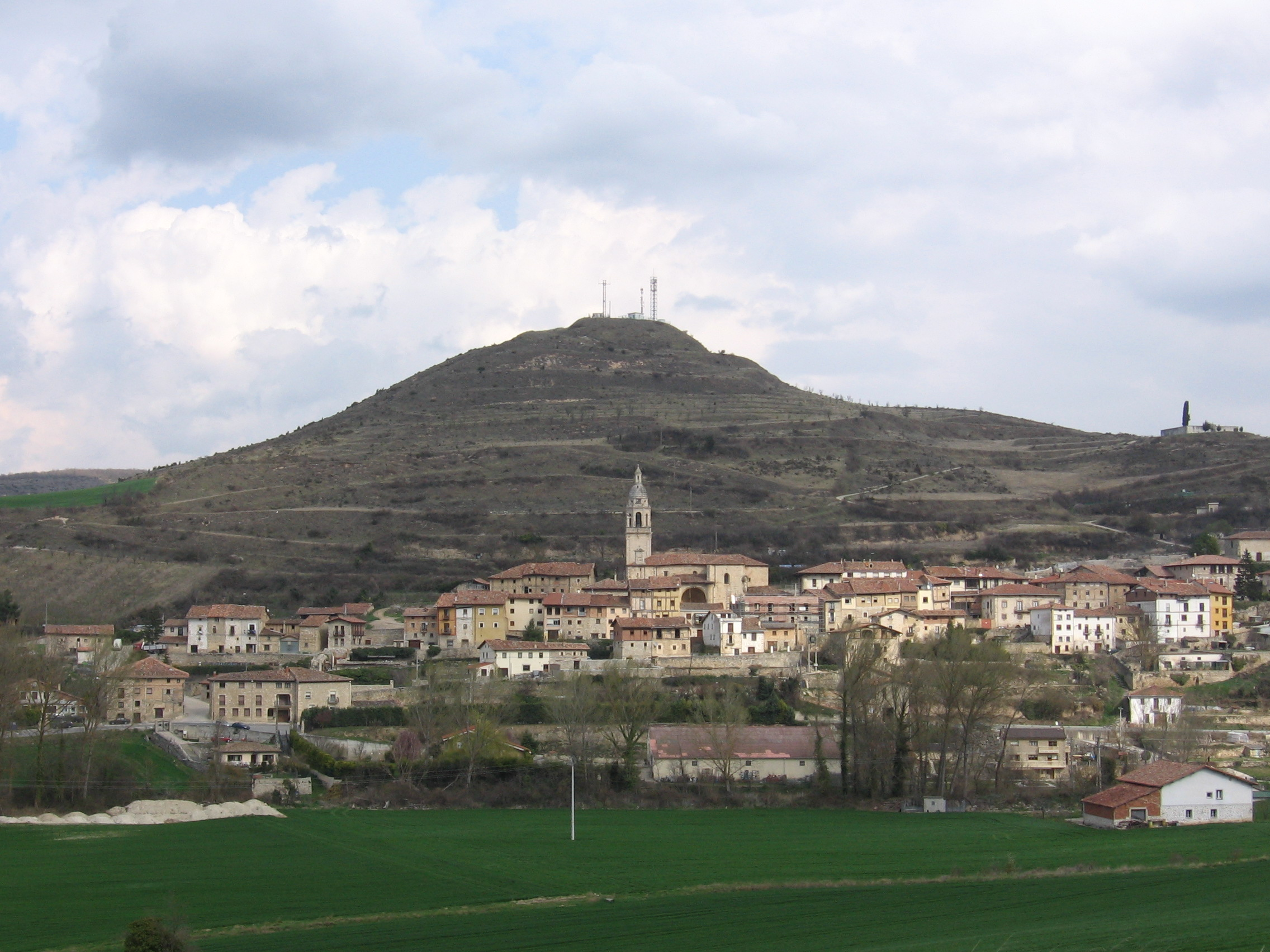
Vista de Treviño, una de las localidades del enclave

### Periodo preconstitucional
La primera petición para el paso de Treviño a Álava se dio entre los años 1917 y 1919, cuando la Cámara de Comercio e Industria de Álava solicitó a la comisión extraparlamentaria vasca que se incluyera el Condado de Treviño en el proyecto de Estatuto Vasco. La caída del gobierno Romanones arrastró consigo dicho estatuto, y con él la posibilidad de incorporación.
En mayo de 1936 el Ayuntamiento de La Puebla de Arganzón (uno de los dos ayuntamientos que formaban el enclave) solicitó a la Diputación de Álava que apoyara las gestiones para la incorporación a dicho territorio, resultando en fracaso dicho intento. Tras el fin de la Guerra Civil, entre el 20 y el 22 de junio de 1940 los dos ayuntamientos del Condado piden iniciar el expediente de agregación del Condado a Álava. Basan sus argumentos en el referéndum realizado en 1940 por el gobierno civil burgalés, en el que un 98% de la población se declaró a favor de la integración de Treviño en Álava. Sin embargo, el resultado de la consulta popular quedó en papel mojado, y se optó por no cambiar el marco provincial en el que está integrado Treviño.
El 24 de julio de 1958 el Ministerio de Gobernación emitió una orden para que se consultara a los vecinos del enclave la posibilidad del traspaso del arciprestazgo de Treviño, dependiente de la diócesis de Vitoria, a la de Burgos. El alcalde de Treviño, Eugenio Garay, interpretó la orden en sentido opuesto, y ordenó a los vecinos de los pueblos que convocaran concejo para deliberar los pros y los contras del cambio de Provincia. De todos los pueblos emplazados (aproximadamente 50), respondieron todos menos seis, y solamente Añastro, Mesanza y Pariza optaron por continuar en Burgos; los demás se decantaron por Álava. El intento anterior estuvo paralizado durante el verano hasta que el 8 de noviembre de 1958 la corporación del Condado de Treviño aprobó por unanimidad una moción que se remitió al gobernador civil de Burgos para que la enviara al Ministerio de la Gobernación. La corporación manifestaba la opinión del vecindario de la siguiente manera: siempre fue aspiración legítima de los habitantes de este Condado el depender a todos los efectos de la Provincia de Álava, y no de Burgos.

### Periodo constitucional
En 1980, aprobado ya el estatuto de autonomía del País Vasco y antes de la aprobación del de Castilla y León, los plenos de los ayuntamientos del Condado de Treviño y La Puebla de Arganzón adoptaron, con fecha 26 de enero y 17 de octubre, sendos acuerdos en los que solicitaban la incorporación a la provincia de Álava y a la comunidad autónoma del País Vasco. Posteriormente, ambos municipios, tras solicitar audiencia a la comunidad o provincia a que pertenecen, de acuerdo a lo establecido en el estatuto vasco, acordaron acumular los respectivos expedientes y elevar al Gobierno la documentación relativa al cumplimiento de los requisitos establecidos en estatuto de autonomía del País Vasco, a fin de que autorizara la convocatoria de un referéndum en el que los habitantes del Condado votaran sobre su anexión a la provincia de Álava y a la comunidad autónoma del País Vasco. Las distintas gestiones realizadas entonces encaminadas a la concesión de tal autorización no surtieron efecto, ya que el Gobierno se negó a tramitar cualquier cambio legal que afectase a Treviño en tanto en cuanto no estuviese aprobado el Estatuto de Autonomía de Castilla y León. 
En 1998, el pleno del ayuntamiento del Condado de Treviño aprobó sendos acuerdos, de 15 de enero y 5 de febrero, por los que acordaba convocar una consulta popular en el municipio sobre la segregación. Tales acuerdos, así como las actuaciones posteriores de la entidad local conducentes a la preparación, organización y celebración de la consulta —que tuvo de hecho lugar el 8 de marzo de 1998— fueron recurridos por la Administración General del Estado ante la Sala de Contencioso-administrativo del Tribunal Superior de Justicia de Castilla y León. El recurso (número 453/1998) fue estimado por la sala en Sentencia 9 de julio de 1999, que procedió a la anulación de los acuerdos reseñados. En la consulta (que se celebró de forma no oficial), la mayor parte de la población residente en Treviño se mostró a favor de solicitar un referéndum sobre la segregación de Burgos.
El 8 de marzo de 2013 la corporación del Condado de Treviño solicitó formalmente la segregación de la provincia de Burgos y su posterior anexión a Álava. Apoyaron la petición el equipo de gobierno (dos formaciones independientes, con cuatro concejales), el PNV y Bildu (un concejal cada uno). Se abstuvo el Partido Popular (tres concejales). En junio de 2013, la Diputación Provincial de Burgos se opuso nuevamente a la segregación del enclave, con los votos del Partido Popular y el PSOE. Previendo el resultado negativo, los ayuntamientos de Condado de Treviño y La Puebla de Arganzón presentaron el 31 de mayo de ese año una propuesta en el Parlamento Vasco, para que se elevase a las Cortes Generales una proposición de ley orgánica por la que ambos municipios sean "agregados a la provincia de Álava". De esta forma intentaban salvar el obstáculo presentado por el estatuto de Castilla y León. El Parlamento Vasco aprobó el 6 de febrero de 2014 remitir a las Cortes Generales una proposición de ley para que el enclave de Treviño pase de ser burgalés a alavés. Votaron a favor PNV, PSE-EE y EH Bildu. Se abstuvieron UPyD y el PP (si bien casi la mitad de los diputados populares se ausentaron de la votación).